# Leucospis leptomera
Leucospis leptomera är en stekelart som beskrevs av Boucek 1974. Leucospis leptomera ingår i släktet Leucospis och familjen Leucospidae. Inga underarter finns listade i Catalogue of Life.